# معركة تشوفاش كيب
أدت معركة تشوفاش كيب (4 نوفمبر 1582) إلى انتصار حملة روسية بقيادة يرماك تيموفيفيتش وسقوط خانات سيبير ونهاية سلطة الخان كوتشوم. دارت المعركة قرب قشليق (أسكير).

## السياق
بعد أن استولى كوتشوم على السلطة في سيبير، هاجم أراضي بيرم القريبة. لقد طلب التاجر ستروغانوف، الذي استكشف رواسب الأورال، من القوزاق معاقبة التتار السيبيريين. لقد قاموا بتجهيز 540 رجلًا بالأسلحة والذخيرة؛ في وقت لاحق، انضم 300 رجل إلى الحملة.

## تحصينات قشليق
تدهورت تحصينات قشليق قبل المعركة. ونظرًا لأن الحصار سيكون قاتلًا للتتار، فقد قرروا القتال على ضفة النهر، وإخفاء القوات التي نصبت كمائن خلف العديد من الأشجار المتساقطة في المنطقة. ومع وضع مدافع التتار في مواقعها، إلا أنها لم تطلق النار خلال المعركة.

## المعركة
اقترب القوزاق من الضفة وأطلقوا النار على السيبيريين؛ رد السيبيريون بالسهام. ومع ذلك، لم تتسبب النيران الروسية في وقوع إصابات كثيرة بين التتار الذين اختبأوا بين الأشجار.
هاجم السيبيريون بقيادة ماميتقول حملة القوزاق. تمركز القوزاق في تشكيل مربع، وفتح الرماة في الوسط النار. كان رجال قبائل خانتي ومانسي الذين شكلوا جزءً من صفوف سيبيريا في الغالب من الصيادين. كما أنهم لم يشاركوا قط في معارك ضد جنود مسلحين بالأسلحة النارية. ونتيجة لذلك، أصيب رجال القبائل بالذعر وتراجعوا. شرع بقية التتار في الهجوم، لكن القوزاق واصلوا إطلاق النار، مما أسفر عن مقتل العديد من السيبيريين. تم إطلاق النار على ماميتقول خلال المعركة، ونجا بصعوبة من القبض عليه؛ قام التتار بإخلائه بالقارب.
بعد إصابة ماميتقول، أصيبت بقية القوات السيبيرية بالذعر وتفرّقت. فر كوتشوم من قشليق، لكن القوزاق اختاروا عدم ملاحقته. وبدلًا من ذلك، تراجعوا إلى بلدة أتيق طوال الليل.

## العواقب
بعد الهزيمة، هرب كوشوم وبعض تابعيه إلى سهوب بارابا. ومع ذلك، رفض معظم السكان المحليين متابعته. في 26 أكتوبر، دخل القوزاق قشليق. تم إخلاء المدينة من سكانها بعد المعركة، مع إعادة إعمارها لفترة وجيزة من عام 1584 إلى عام 1586. وبعد المعركة، تفككت خانية سيبير وضمت روسيا معظم أراضيها.
غالبًا ما يُقارن غزو سيبيريا بالغزو الإسباني للأمريكتين. أثير الصراع من قبل الأفراد، كما كان العديد من الغزاة، وليس الدول. اعتقاد شائع آخر[بحاجة لمصدر] هو أن السيبيريين، مثل الأمريكيين الأصليين، لم يستخدموا الأسلحة النارية، مما أدى إلى انتصار القوزاق. ومع ذلك، فإنه محل نزاع.[بحاجة لمصدر]